# The Garden of the Blues
The Garden of the Blues — концертный альбом американской певицы и пианистки Ширли Хорн, выпущенный в 1985 году на датском лейбле SteepleChase Records. Продюсером записи выступил Нильс Винтер.
Альбом был записан в ноябре 1984 года в Мемориальном университете Флориды в Майами, Флорида. Для исполнения Хорн выбрала песни американского композитора Кёртиса Льюиса.

## Отзывы критиков
Рецензент Кент Драйдер из AllMusic отметил, что Хорн находится в отличной форме на протяжении всего концерта, с её мягким, вдумчивым вокалом в сопровождении её чувствительного и иногда качающегося фортепиано. Басист Чарльз Эйблз и барабанщик Стив Уильямс, по его мнению, также оказывают потрясающую поддержку по мере необходимости, хотя иногда они сами вносят значительный вклад.

## Список композиций
Слова и музыка всех песен Кёртиса Льюиса, за исключением «He’s Gone Again», соавторами которой являются Керли Хамнер и Глэдис Хэмптон, и «Old Country», соавторами которой является Нэт Аддерли.
| №  | Название          | Длительность |
| -- | ----------------- | ------------ |
| 1. | «He’s Gone Again» | 6:50         |
| 2. | «Old Country»     | 4:50         |
| 3. | «Roaming Over»    | 5:15         |

| №                   | Название                  | Длительность |
| ------------------- | ------------------------- | ------------ |
| 1.                  | «Blue City»               | 5:00         |
| 2.                  | «What Would A Woman Do?»  | 4:22         |
| 3.                  | «He Never Mentioned Love» | 6:45         |
| 4.                  | «The Great City»          | 3:35         |
| Общая длительность: | Общая длительность:       | 38:50        |

В переиздании на CD 1987 года первым треком была добавлена интродукция.

## Участники записи
- Ширли Хорн — вокал, фортепиано
- Чарльз Эйблз — электрогитара
- Стив Уильямс[англ.] — ударные